# Nothardt-Gewehr M/1801
Das Nothardt-Gewehr M/1801 ist vom Typ her eine Muskete und war das vorletzte Steinschlossgewehr in der Preußischen Armee, bevor sich Gewehre mit Perkussionsschloss durchsetzten. Zum Einsatz kam es unter anderem 1806 in der Schlacht von Jena und Auerstedt.

## Geschichte
Friedrich Magnus von Nothardt, Captain (Hauptmann) im Regiment von Grevenitz (Nr. 57 der Stammliste) legte der königlichen Kommission in Potsdam unter Leitung des Generalleutnants Ernst von Rüchel ein von ihm konstruiertes Gewehr vor. Nothardt war Mitglied der Militärischen Gesellschaft, ebenso wie Rüchel der ihr Präses war. Ein extern hinzu gezogener Fachmann, der zu dieser Zeit noch in hannoverschen Diensten stehende Obristlieutenant Gerhard Johann David von Scharnhorst, erteilte ebenfalls seine Zustimmung.
Das Nothardt-Gewehr wurde per Kabinettsordre vom 14. Februar 1801 auf Beschluss von König Friedrich Wilhelm III. als M/1801 in die Preußische Armee eingeführt.
Für seine Verdienste verlieh der König Kapitain von Nothardt den Orden „Pour le Mérite“ und gewährte ihm eine großzügige Dotation.

## Beschreibung
Das M/1801 zeichnete sich durch mehrere Verbesserungen gegenüber seinem Vorgängermodell, dem preußischen Infanteriegewehr Modell 1780/87, aus. So war es etwa ein Kilogramm leichter, kürzer, hatte ein kleineres Kaliber und einen geringeren Pulverbedarf, einen geringeren Rückstoß, einen verbesserten Anschlag. Es verfügte über ein konisches Zündloch. Das ersparte beim Laden zwei Handgriffe, so erreichten gut ausgebildete Schützen mit diesem Gewehr eine Schussfolge von sechs Schuss pro Minute.
Eine bahnbrechende Neuerung wurde erstmals am Nothardt-Gewehr eingesetzt: eine Visiereinrichtung mit Kimme und Korn. Zuvor wurde allgemein üblich einfach über den glatten Lauf grob anvisiert. Damit wurde die Entwicklung vom bis dahin üblichen Salvenfeuer zum gezielten Feuer möglich.

## Technische Daten
| Typ:                 | Muskete, Flinte (glatter Lauf ohne Züge), Vorderladergewehr |
| Länge gesamt / Lauf: | 1445 mm / 1049 mm                                           |
| Zündmechanismus:     | Steinschloss                                                |
| Kaliber:             | ca. 15,1 – 15,69 mm                                         |
| Gewicht:             | ca. 4100 g (je nach verwendetem Holz)                       |
| Visier:              | Kimme u. Korn                                               |

## Produktion
Für die Beschaffung war das 2. Departement des Oberkriegskollegiums zuständig. Produziert wurde das Nothardt-Gewehr ab Ende 1801 / Anfang 1802 von der königlichen Gewehrmanufaktur Potsdam-Spandau. Ein Vertrag von 20 Jahren Laufzeit mit den Gebrüdern Schickler (David Schickler u. Johann Ernst Schickler), seit 1796 Eigentümer der Manufaktur, sah die Lieferung von jährlich 15.000 Gewehren vor, zu einem Stückpreis von 8 Talern und 16 Groschen. Bei der Herstellung kam es jedoch zu Verzögerungen, unter anderem wegen gehobener Qualitätsansprüche.

## Einsatz
Die gesamte preußische Infanterie einschließlich der Füsiliere sollte mit dem Nothardt-Gewehr ausgerüstet, eine zweite vollständige Garnitur für den Ersatz in Kriegszeiten bereitgestellt werden. Bis zum Kriegsausbruch 1806 wurden jedoch nur höchstens 20.000 Exemplare dieses Modells produziert.
Nur wenige Regimenter waren im Krieg gegen Napoleon I. 1806 mit dem modernsten Gewehr seiner Zeit ausgerüstet, so vor allem die Potsdamer Garde.
Die Ausrüstung der gesamten Armee sollte später geschlossen erfolgen, um verschiedene Kaliber und damit verbundene doppelte Bevorratung zu vermeiden. So verblieben viele Gewehre in Zeughäusern und Depots, wo sie nach der Niederlage von 1806 von den Franzosen erbeutet und an ihre Bundesgenossen (Truppen der Rheinbund-Staaten, vor allem Baden und Hessen) abgegeben wurden.
Das M/1801 verblieb noch bis 1811 bei der preußischen Fußgarde. Nach verschiedenen Quellen produzierte man bis zu 45.000 Gewehre dieses Typs.

1811 wurde das neupreußische Infanteriegewehr M/1809 für die preußische Armee eingeführt.